# Steve Ricchetti

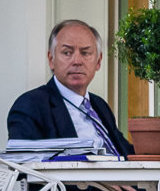
Steve Ricchetti (2021)

Steven J. „Steve“ Ricchetti ist ein amerikanischer Jurist, Politischer Beamter und Politiker (Demokratische Partei). Er war Counselor to the President im Kabinett Biden.

## Leben
Steve Ricchetti wuchs in Westlake, Ohio auf und machte seinen Abschluss an der Westlake High School. Er erhielt 1979 seinen Bachelor-Abschluss an der Miami University in Ohio und später seinen Juris Doctor an der George Mason University School of Law.
Er war stellvertretender Stabschef für Operationen unter Präsident Bill Clinton und wurde Stabschef des damaligen Vizepräsidenten Joe Biden in der Obama-Regierung. Zwischen seinen Posten in der Verwaltungen war Ricchetti als Lobbyist tätig. US-Präsident Biden nominierte neben einer Reihe weiterer künftiger Mitglieder seines Stabs Ricchetti Mitte November 2020 als Counselor to the President. Nach Bidens Rückzug Präsidentschaftswahl 2024 und der Wahl Donald Trumps schied Ricchetti aus dem Amt.